# Чехія в Європейському Союзі
Відносини між Чехією та Європейським Союзом — це вертикальні відносини за участю наднаціональної організації та однієї з її держав-членів. Європейський Союз залишається пріоритетом чеської дипломатії.

## Історія
Словенія приєдналася до першої групи країн і закрила переговори на Європейській раді в Копенгагені 13 і 14 грудня 2002 року. Вона підписала Договір про приєднання 16 квітня 2003 року в Атенах і ратифікувала його під час референдуму 13 і 14 червня 2003 року. Членство Чехії набуло чинности 1 травня 2004 року.

## Позиціонування
Чехія ратифікувала Лісабонський договір за результатами голосування двох її палат 18 лютого 2009 року (125 голосами проти 61) і Сенату 6 травня 2009 року (54 голосами проти 20).
Чехія підтримує, зокрема, продовження Європейської політики сусідства та бажає брати активну участь у СЗПБ та ЄПБО. Ця держава є уважною до конкретних аспектів політики Європейського Союзу: європейський бюджет, свобода пересування людей, економіка знань, культура та освіта, енергетика тощо.